# وروونا (میسیسیپی)
وروونا (به انگلیسی: Verona) شهری در ایالت میسیسیپی کشور ایالات متحده آمریکا است که جمعیت آن در سرشماری سال ۲۰۱۰ میلادی، ۳٬۰۰۶
نفر بوده‌است.